# Тарусские страницы
«Тарусские страницы» — альманах, изданный Калужским книжным издательством в 1961 году.
Хотя в выходных данных указан тираж 75 000 экз., фактически был напечатан лишь первый завод — 31 000 экз.

## Издание и цензура
Альманах вышел по инициативе тогдашнего сотрудника Калужского книжного издательства Николая Панченко, предложившего включить туда лучшие произведения, не принятые центральными журналами и издательствами.
Официальным составителем значился писатель и драматург Николай Оттен, фактически же подготовил книгу Константин Паустовский при участии Панченко, Оттена, Владимира Кобликова и Аркадия Штейнберга.
Ответственность за выход сборника взял на себя секретарь обкома по идеологии Алексей Сургаков, разрешивший не пропускать тексты через московскую цензуру.
Публикация книги без предварительной цензуры в Москве означала выход за пределы, дозволенные Оттепелью. Хотя сборник не содержал никакой критики советской жизни, издание его было признано ошибкой на уровне ЦК КПСС, главный редактор издательства был уволен, директор получил строгий выговор, Сургакову поставили на вид.
Выпуск тиража был остановлен, уже выпущенные экземпляры изъяты из библиотек. Последующие выпуски альманаха (планировалось выпускать по одному в 2-3 года) не состоялись.

## Состав

### Стихи
- 42 стихотворения и проза Марины Цветаевой с предисловием Всеволода Иванова
- 16 стихотворений Наума Коржавина (первая публикация после ссылки)
- Николай Заболоцкий
- Борис Слуцкий
- Давид Самойлов
- Евгений Винокуров
- Николай Панченко
- Владимир Корнилов
- Аркадий Штейнберг

### Проза
- повесть Булата Окуджавы «Будь здоров, школяр»
- повесть Бориса Балтера «Трое из одного города» (в более поздней версии — «До свиданья, мальчики»)
- Константин Паустовский «Золотая роза» (2-я часть с главами о Бунине, Олеше, Блоке, Луговском)
- Владимир Максимов «Мы обживаем землю»
- Надежда Мандельштам (под псевдонимом Н. Яковлева)
- Фрида Вигдорова
- 3 рассказа Юрия Казакова
- рассказ «Однажды душной ночью...» Юрия Трифонова

### Иллюстрации
- картины Борисова-Мусатова

## Второй выпуск (2003)
В новое время в Тарусе было решено продолжить традицию.
Составителями второго выпуска стали Николай Панченко и Нина Бялосинская. Жанр — альманах. Язык — русский. Издатель — межконтинентальный русский литературный журнал «Грани». Страниц — 508. Второй выпуск наследовал главный принцип «Тарусских страниц» — открывать таланты. В книге было представлено и русское Зарубежье, а также материалы из архива, эпистолярное наследие, мемуары. Альманах иллюстрирован акварелями и рисунками тарусских художников, редкими и неизвестными до сей поры фотографиями.

### Содержание
- От составителей: Световое пятно Тарусы.
- Опыт группового портрета шестидесятых годов.

Среди авторов и их произведений, публикуемых во Втором выпуске «Тарусских страниц»:
- Иосиф Бродский. Месяц в Тарусе.
- Александр Солженицын. Путешествуя вдоль Оки.
- Николай Панченко. Из книги «Великий раскол».
- Осип Мандельщтам. Четвёртая проза.
- Булат Окуджава. Глава из романа «Упразднённый театр».
- Из архива Варлама Шаламова.
- Марина Цветаева. Стихи.
- Из писем Константина Паустовского. «Мы жили на этой земле…»
- Андрей Синявский. Литературный процесс в России.
- Надежда Мандельштам. Моцарт и Сальери.
- Юрий Казаков. Путевой дневник.
- Юрий Трифонов. Из архива писателя
- Давид Самойлов. Ифлийская поэзия.
- Юрий Домбровский. Из воспоминаний.
- Владимир Корнилов. Прощание. Поэма. К художественной жизни Тарусы

## Третий выпуск (2011)
Составители Николай Панченко и Татьяна Жилкина. Жанр — альманах. Язык — русский. Издатель — межконтинентальный русский литературный журнал «Грани». В Третьем выпуске страниц — 346. Этот сборник был выпущен через пятьдесят лет после первого выпуска «Тарусских страниц» в 1961 году Калужским книжным издательством.

### Содержание
- О судьбе сборника «Тарусские страницы».
- Документы с грифом «Совершенно секретно». «Тарусские страницы» тридцать лет спустя.
- Среди авторов и их произведений, публикуемых в Третьем, юбилейном, выпуске «Тарусских страниц»:
- Николай Панченко. «Слово о великом Стоянии».
- Павел Антокольский о Марине Цветаевой. «…Прошлое ещё предстоит».
- Юрий Карякин. "Из переделкинского дневника.
- Белла Ахмадулина. «Дорога на Паршино, далее — к Тарусе». Стихи.
- Ольга Панченко. На Калужском перекрёстке. Исторический очерк.
- Наталья Мезенцова-Пушкина. Из записок правнучки А. С. Пушкина.
- Варлам Шаламов. Неизвестные страницы.
- О.Владимир Зелинский. «Детство и царство».
- Софья Богатырева. «Мой первый Самиздат». «Голубая книга Осипа Мандельштама».
- Николай Панченко. «Таруса — всхожее жито для разумного, доброго, вечного»…
- Николай Дронников. Из воспоминаний.
- Валентина Ботева. «…В сплетении слов и дыханий». Стихи. Графика к роману Михаила Булгакова «Мастер и Маргарита».
- Борис Гаврилов. После Тарусы. Сорок лет со дня выхода в свет «Тарусских страниц» (2001).
- Анастасия Цветаева. Моя Таруса